# Medul·la òssia

Representació simplificada de la medul·la òssia

La medul·la òssia o moll de l'os és un tipus de teixit esponjós que es troba a l'interior dels grans ossos, com el crani, les vèrtebres (que són ossos irregulars), les costelles, l'estèrnum, la cintura escapular i la cintura pelviana.
Se'n diferencien dos tipus per la seva coloració i funcions:
- Medul·la òssia vermella: La podem localitzar en el teixit esponjós dels ossos plans com l'estèrnum, les vèrtebres, la pelvis i les costelles i té una funció hematopoètica.
- Medul·la òssia groga: És un tipus de teixit adipós que es troba en els canals medul·lars dels ossos llargs.[2]

Els nounats tenen tota la medul·la òssia vermella. Amb l'edat, però, es va tornant cada cop més del tipus groc.
A la medul·la òssia és on es produeix la sang (hematopoesi) gràcies a les cèl·lules mare hematopoètiques que originen els tres tipus de cèl·lules sanguínies: els leucòcits (glòbuls blancs), els eritròcits (glòbuls vermells) i els trombòcits (que originaran les plaquetes).
Aquest teixit es pot trasplantar, ja que es pot extreure d'un os de donant viu, generalment de l'estèrnum o del maluc, mitjançant una punció i una aspiració seguida de la transfusió al sistema circulatori del receptor, sempre que hi hagi compatibilitat dels sistemes HLA (compatibilitat d'òrgans entre el donant i el receptor). Llavors, les cèl·lules mare injectades s'incorporaran en la medul·la òssia dels ossos del receptor. És el procés que rep el nom de trasplantament de medul·la òssia.